# Hard out Here
Hard Out Here è un singolo della cantante britannica Lily Allen, pubblicato il 17 novembre 2013 come primo estratto dal terzo album in studio Sheezus.

## Descrizione
Durante l'agosto 2013 la cantante ha scritto su twitter che della nuova musica sarebbe stata distribuita presto.

### Composizione e testo
Hard out here è stata scritta da Lily Allen in collaborazione con Greg Kurstin, il quale è anche il produttore del singolo. Il testo parla ironicamente del ruolo della donna nel mondo dello show business, di come le donne si mettano in mostra in maniera del tutto superficiale.

## Accoglienza
Rolling Stone ha elogiato il brano, definendolo "un inno femminista in tutto e per tutto".Digital Spy ha dato alla canzone una critica positiva, lodando il testo e dicendo che la Allen è "ambasciatrice di una critica sociale".

## Esibizioni dal vivo
Il 14 novembre Allen esegue per la prima volta dal vivo la canzone al London Eye durante un evento musicale.
Il 19 dicembre Lily Allen canta Hard out Here a A Night For Kids Company, evento musicale di beneficenza.

## Video musicale
Il videoclip, diretto da Christopher Sweeney, è stato messo a disposizione sul sito ufficiale di Lily Allen il 12 novembre 2013 a chiunque riuscisse a risolvere un quiz. La pubblicazione ufficiale è avvenuta il 17 novembre sul canale YouTube della cantante.
Il video si apre con la Allen in una sala operatoria, mentre è sottoposta a una liposuzione. Dopo il video è ambientato in una sala dorata dove la Allen balla assieme a delle ballerine, le quali fanno alcuni riferimenti al sesso e versano su di loro dello champagne. Durante tutto il video Lily Allen imita ironicamente la cantante che mette in mostra il suo corpo per apparire.

### Inserimento di prodotti a fini commerciali
- Instax mini 90
- E-lites
- Casse Beats

### Ricezione
Il video ha ricevuto risposte positive su Twitter da vari personaggi celebri, quali Adele, Ellie Goulding, Tinie Tempah, Rebecca Ferguson, Professor Green, Caitlin Moran, Lena Dunham, Lauren Laverne, Piers Morgan, Kesha, Jake Cesoie, Charli XCX, Mark Ronson, e Pink (cantante).
Il video ha accumulato 2,2 milioni di visite in due giorni dal caricamento su YouTube.

### Polemiche
Il video è stato subito al centro di polemiche per via dell'utilizzo di ballerine di etnia africana; Allen infatti è stata criticata e le sono state affibbiate accuse di razzismo nei confronti delle persone di carnagione scura. La cantante si è difesa dicendo "Il video è pensato per essere un video satirico spensierato che si occupa di oggettivazione delle donne all'interno della moderna cultura pop, non ha nulla a che fare con la razza" ed ha aggiunto che comunque lei non ha chiesto ballerine di una etnia in particolare, ma che queste sono state scelte per la loro bravura.
Successivamente Lily Allen ha detto che non si sarebbe scusata per nulla, perché scusarsi equivarrebbe ad ammettere una propria colpa. Poi ha aggiunto "Se potessi ballare come fanno quelle ragazze, sarebbe stato il mio culo sui vostri schermi, in realtà ho ripassato per due settimane cercando di perfezionare il mio Twerk, ma ho fallito miseramente. Se fossi un po' più coraggiosa avrei indossato un bikini, ma non lo faccio perché ho la cellulite cronica che nessuno vuole vedere"  Continuando l'intervista ha elencato gli account twitter delle ballerine esortando chiunque l'avesse criticata di chiedere alle ragazze se si sentissero offese o meno. Jameela Jamil, una delle ballerine di supporto che appaiono nel video musicale, ha difeso il video dalle accuse di razzismo.
Il pubblico pensò subito che la canzone fosse in risposta all'esibizione di Miley Cyrus ai MTV Video Music Awards del 2013 ma la cantante ha subito smentito dicendo che non voleva offendere l'ex cantante Disney ma anzi, come spiega alla rivista The Mirror, dice di amare il suo nuovo album Bangerz.

## Tracce
1. Hard Out Here – 3:22

## Classifiche
| Classifica (2013) | Posizione massima |
| ----------------- | ----------------- |
| Australia         | 14                |
| Austria           | 1                 |
| Belgio (Fiandre)  | 24                |
| Belgio (Vallonia) | 29                |
| Danimarca         | 40                |
| Francia           | 80                |
| Germania          | 2                 |
| Giappone          | 92                |
| Italia            | 17                |
| Irlanda           | 21                |
| Nuova Zelanda     | 14                |
| Paesi Bassi       | 58                |
| Regno Unito       | 9                 |
| Repubblica Ceca   | 20                |
| Slovacchia        | 50                |
| Spagna            | 50                |
| Svizzera          | 6                 |